# Бёрнхем, Виола
Виола Викторина Бёрнхем (англ. Viola Burnham; 26 ноября 1930, Нью-Амстердам, Британская Гайана — 10 октября 2003) — гайанский политический, государственный и общественный деятель, жена президента Гайаны Форбса Бёрнхема, первая леди Гайаны (1980—1985).

## Биография
Родилась в многодетной семье школьного учителя. Получив государственную стипендию, обучалась в Университетском колледже Лестера в Великобритании, где получила степень бакалавра (с отличием). В 1960-х годах работала учителем латыни. Позже получила степень магистра в области образования в Чикагском университете, США.
В 1967 году вышла замуж за Форбса Бёрнхема, лидера и основателя Народного национального конгресса и Первого премьер-министра Гайаны, в браке с которым родила двух дочерей.
Член Народного национального конгресса. В 1970-х годах играла важную роль в защите прав женщин в Гайане. Будучи лидером женской организации Народного национального конгресса, В. Бёрнхем инициировала ряд экономических проектов, специально предназначенных для обучения и трудоустройства женщин.
После смерти Форбса Бёрнхема была назначена заместителем премьер-министра в кабинете Десмонда Хойта, затем вице-президентом. С августа 1985 года отвечала за вопросы образования, социального и культурного развития в стране. Активно выступала за равенство женщин во всех сферах государственного строительства.
В декабре 1985 была избрана в парламент-Национальное собрание Гайаны. В октябре 1991 года вышла из парламента и кабинета министров.
В. Бёрнхем была одним из основателей и первым вице-президентом Карибской женской ассоциации (CARIWA) и возглавляла делегации Гайаны на конгрессах в Сент-Китс и Невис (1972), Гренаде (1974) и Тринидад и Тобаго (1976). Возглавляла делегации Гайаны на Всемирных конференциях «Десятилетия женщин Организации Объединенных Наций» в Мексике (1975), Копенгагене (1980) и Найроби (1985).
В 1984 году за выдающийся вклад в развитие женщин в Гайане была награждена орденом «Почётная корона Касика» (Cacique Crown of Honor), второй по значимости наградой Гайаны, которой награждаются только тридцать пять живых гайанских граждан. Награждена также орденами Гвинейской Республики, орденом Розы I степени Народной Республики Болгарии и КНДР .